# عصام الدين البشير
عصام أحمد البشير (ولد 1956 م) عالم وداعية سوداني، الأمين العام السابق للمركز العالمي للوسطية، ووزير الأوقاف السوداني سابقاً. الأمين العام لمنتدى النهضة والتواصل الحضاري، وعيّن عام 2012 رئيسًا لمجمع الفقه الإسلامي بجمهورية السودان.

## ولادته وتحصيله
وُلد عصام بن أحمد البشير في البصير بالسودان، بتاريخ 16 ديسمبر 1956. 
حصل على بكالوريوس من جامعة الإمام محمد بن سعود الإسلامية بالرياض كلية أصول الدين. ثم على ماجستير من قسم السنَّة وعلوم الحديث في كلية أصول الدين بجامعة الإمام محمد بن سعود الإسلامية بالرياض. ثم على دكتوراه من قسم السنة وعلوم الحديث في كلية أصول الدين بجامعة أم درمان الإسلامية .

## وظائفه ومناصبه
عمل أستاذاً في العديد من الجامعات.
شارك في العديد من المؤتمرات العربية والإسلامية العالمية.
وكيل الكلية الأوروبية للدراسات الإسلامية فرنسا (سابقاً) 1989-1992م.
عضو مجمع الفقه الإسلامي التابع لرابطة العالم الإسلامي بمكة المكرمة.
عضو الهيئة العليا لجائزة الأمير نايف للسنة والدراسات الإسلامية المعاصرة في المدينة المنورة.
عضو المجلس الأوروبي للإفتاء والبحوث في أيرلندا.
عضو المجلس العلمي للكلية الأوروبية للدراسات الإسلامية في فرنسا.
عضو مجلس أمناء الاتحاد العالمي لعلماء المسلمين في لبنان.
عضو الهيئة التأسيسية العالمية لخدمة الإسلام عبر الإنترنت في قطر.
عضو مجمع الفقه الإسلامي في السودان.
عضو هيئة علماء السودان.
عضو مؤتمر الحوار القومي الإسلامي في لبنان.
عضو البرلمان السوداني من عام 1992 إلي عام 2006م.
عضو المجلس الأعلى لمركز دراسات مقاصد الشريعة في إنجلترا.
عضو منتدى الوسطية في الأردن.
رئيس لجنة الفكر والتأصيل وعضو هيئة الرئاسة بالمجلس الإسلامي العالمي للدعوة والإغاثة في مصر.
رئيس مجلس أمناء هيئة الأعمال الفكرية في السودان.
الأمين العالم للمركز العالمي للوسطية في الكويت. وزير الإرشاد والأوقاف السابق بجمهورية السودان

## بحوثه وآثاره
- أصول منهج النقد عند أهل الحديث.
- نظرات في معنى التجديد والمجدد.
- الإسلام رحمة للعالمين.
- التعددية في الفكر الإسلامي المعاصر.
- الحوار ( مفهومه وضوابطه وأنواعه).
- دور علماء الأمة في الدفاع عن القدس.
- التجديد مفهومه وضوابطه وآفاقه في واقعنا المعاصر.
- حقوق المرأة بين الشريعة الإسلامية والقوانين الوضعية.
- الشورى في سياق التأصيل والمعاصرة.
- حوار الحضارات تعايش أم تصادم.
- العولمة وتحديات القرن الحادي والعشرين.
- الزكاة ودورها في محاربة الفقر.
- الوقف في الحضارة الإسلامية وآفاق المستقبل.
- منطلقات شرعية في العلاقات الدولية.
- الحوار الثقافي العالمي.
- الوسطية من خصوصيات الحضارة الإسلامية.
- ثقافة التجديد وآداب الحوار.
- منطلقات أساسية لخطاب إسلامي مرتبط بالأصل ومتصل بالعصر.

## جوائزه
- حائز على وسام العلوم والفنون من الطبقة الأولى بجمهورية مصر العربية عام 2003.
- حائز على جائزة الملك عبد الله بن الحسين للعلماء والدعاة عام 2004 في الأردن.

## وصلات خارجية
- صفحته على موقع طريق الإسلام.